# AFI 100 Lat Muzyki Filmowej
AFI’s 100 Years of Film Scores – lista zawiera ranking 25 najlepszych ścieżek dźwiękowych w historii amerykańskiej kinematografii. Została ogłoszona przez Amerykański Instytut Filmowy w 2005 roku.
| Pozycja | Tytuł filmu                              | Rok  | Kompozytor              |
| ------- | ---------------------------------------- | ---- | ----------------------- |
| 1.      | Gwiezdne wojny: część IV – Nowa nadzieja | 1977 | John Williams           |
| 2.      | Przeminęło z wiatrem                     | 1939 | Max Steiner             |
| 3.      | Lawrence z Arabii                        | 1962 | Maurice Jarre           |
| 4.      | Psychoza                                 | 1960 | Bernard Herrmann        |
| 5.      | Ojciec chrzestny                         | 1972 | Nino Rota               |
| 6.      | Szczęki                                  | 1975 | John Williams           |
| 7.      | Laura                                    | 1944 | David Raksin            |
| 8.      | Siedmiu wspaniałych                      | 1960 | Elmer Bernstein         |
| 9.      | Chinatown                                | 1974 | Jerry Goldsmith         |
| 10.     | W samo południe                          | 1952 | Dimitri Tiomkin         |
| 11.     | Przygody Robin Hooda                     | 1938 | Erich Wolfgang Korngold |
| 12.     | Zawrót głowy                             | 1958 | Bernard Herrmann        |
| 13.     | King Kong                                | 1933 | Max Steiner             |
| 14.     | E.T.                                     | 1982 | John Williams           |
| 15.     | Pożegnanie z Afryką                      | 1985 | John Barry              |
| 16.     | Bulwar Zachodzącego Słońca               | 1950 | Franz Waxman            |
| 17.     | Zabić drozda                             | 1962 | Elmer Bernstein         |
| 18.     | Planeta małp                             | 1968 | Jerry Goldsmith         |
| 19.     | Tramwaj zwany pożądaniem                 | 1951 | Alex North              |
| 20.     | Różowa Pantera                           | 1964 | Henry Mancini           |
| 21.     | Ben-Hur                                  | 1959 | Miklós Rózsa            |
| 22.     | Na nabrzeżach                            | 1954 | Leonard Bernstein       |
| 23.     | Misja                                    | 1986 | Ennio Morricone         |
| 24.     | Nad złotym stawem                        | 1981 | Dave Grusin             |
| 25.     | Jak zdobywano Dziki Zachód               | 1962 | Alfred Newman           |